# Capitellidae

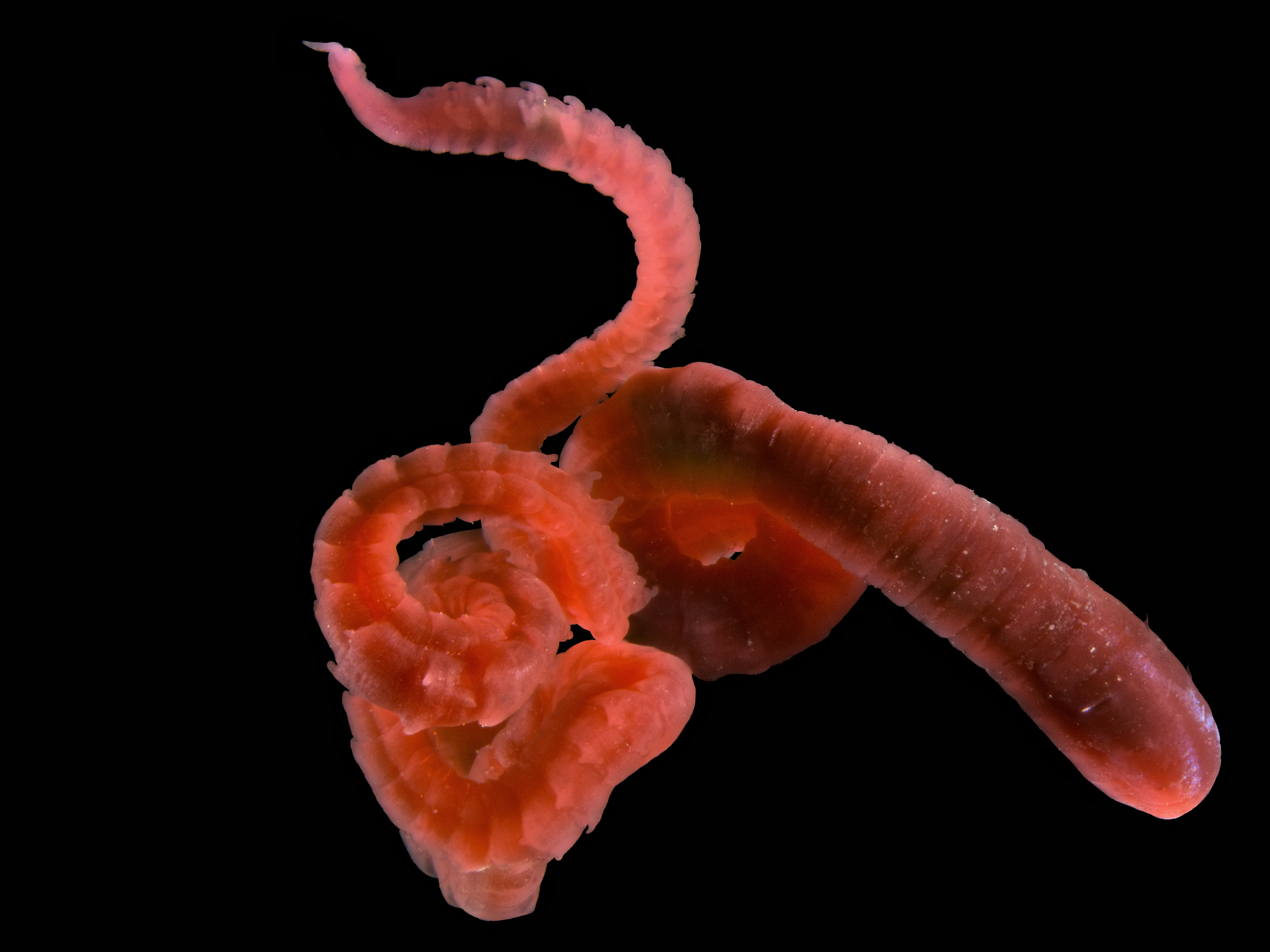
Heteromastus filiformis

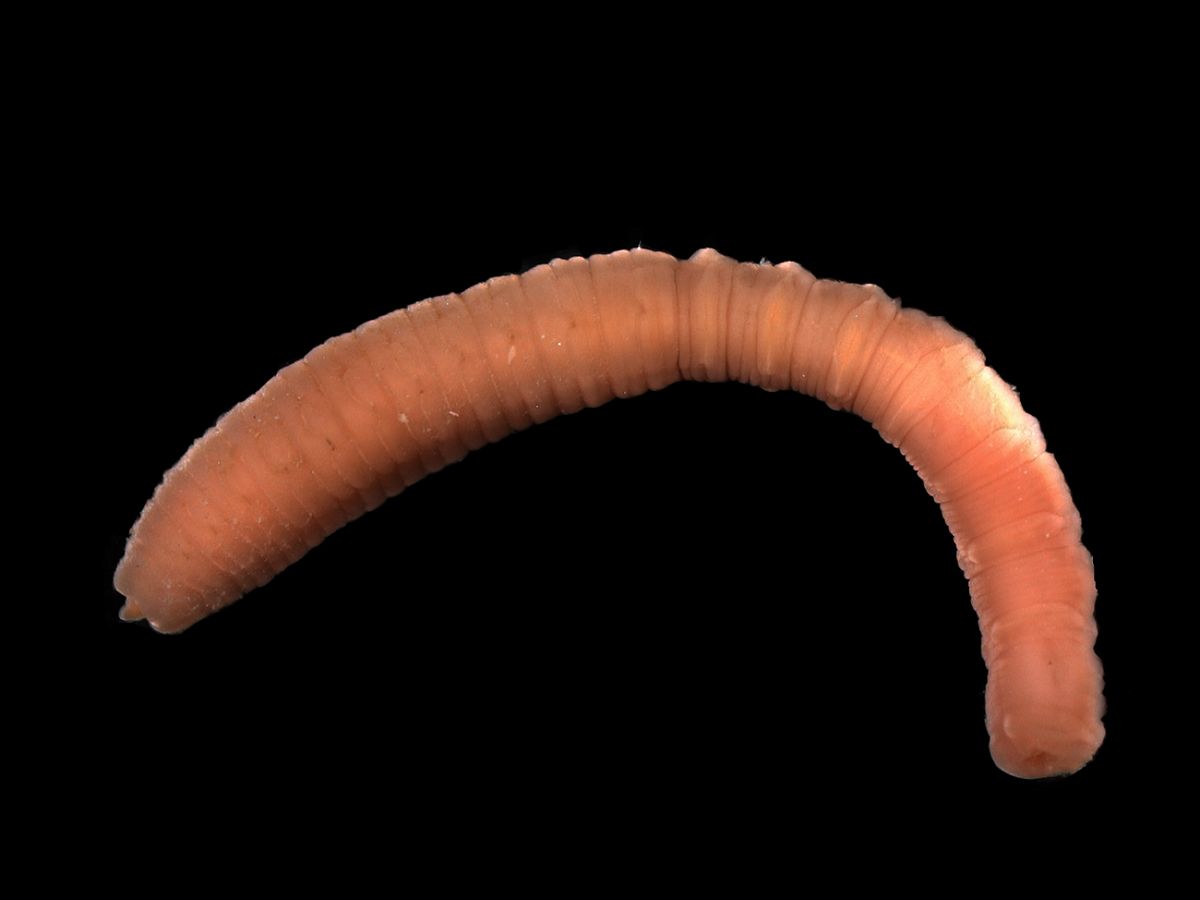
Notomastus latericeus

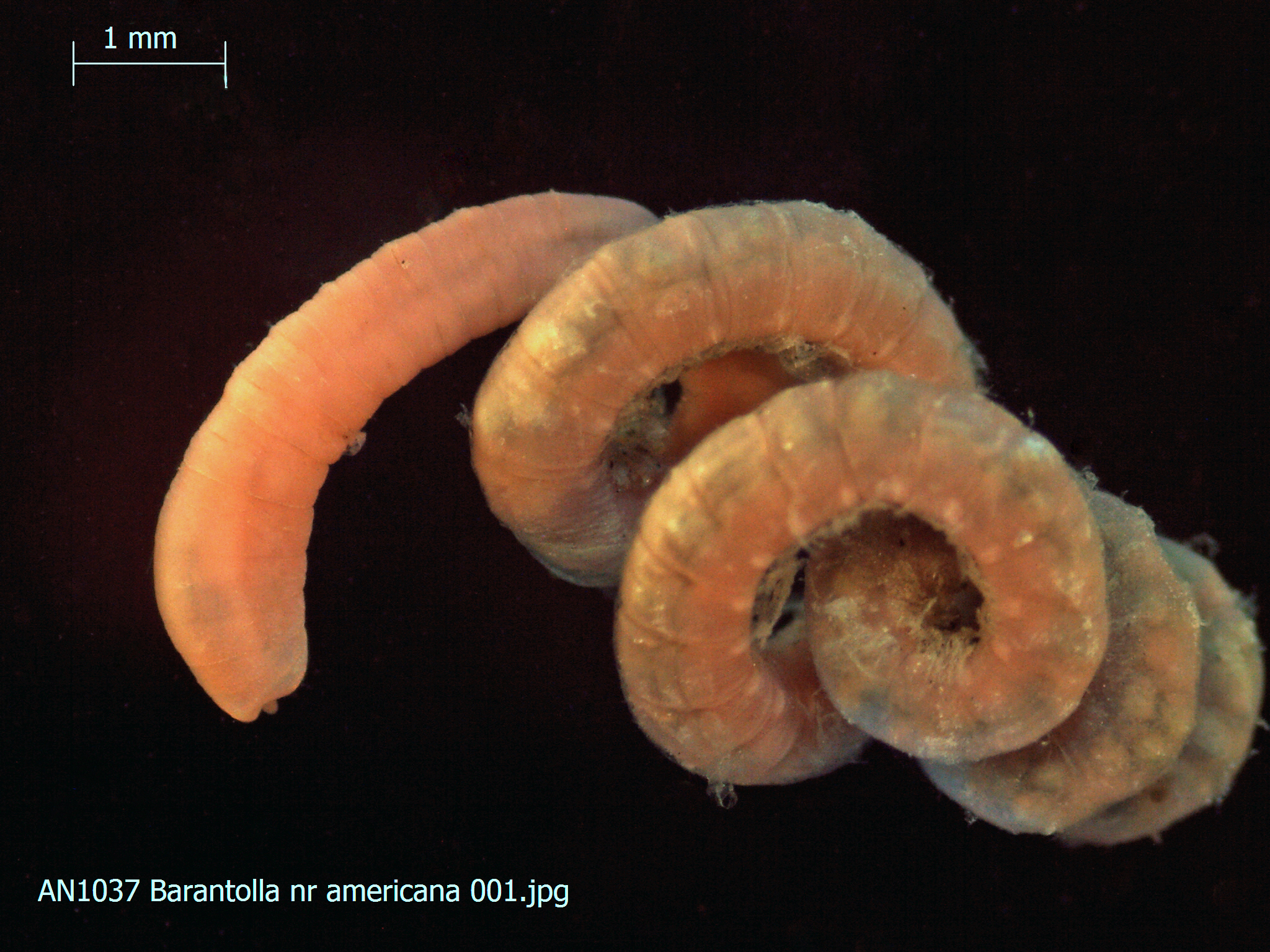
Przedstawiciel rodzaju Barantolla

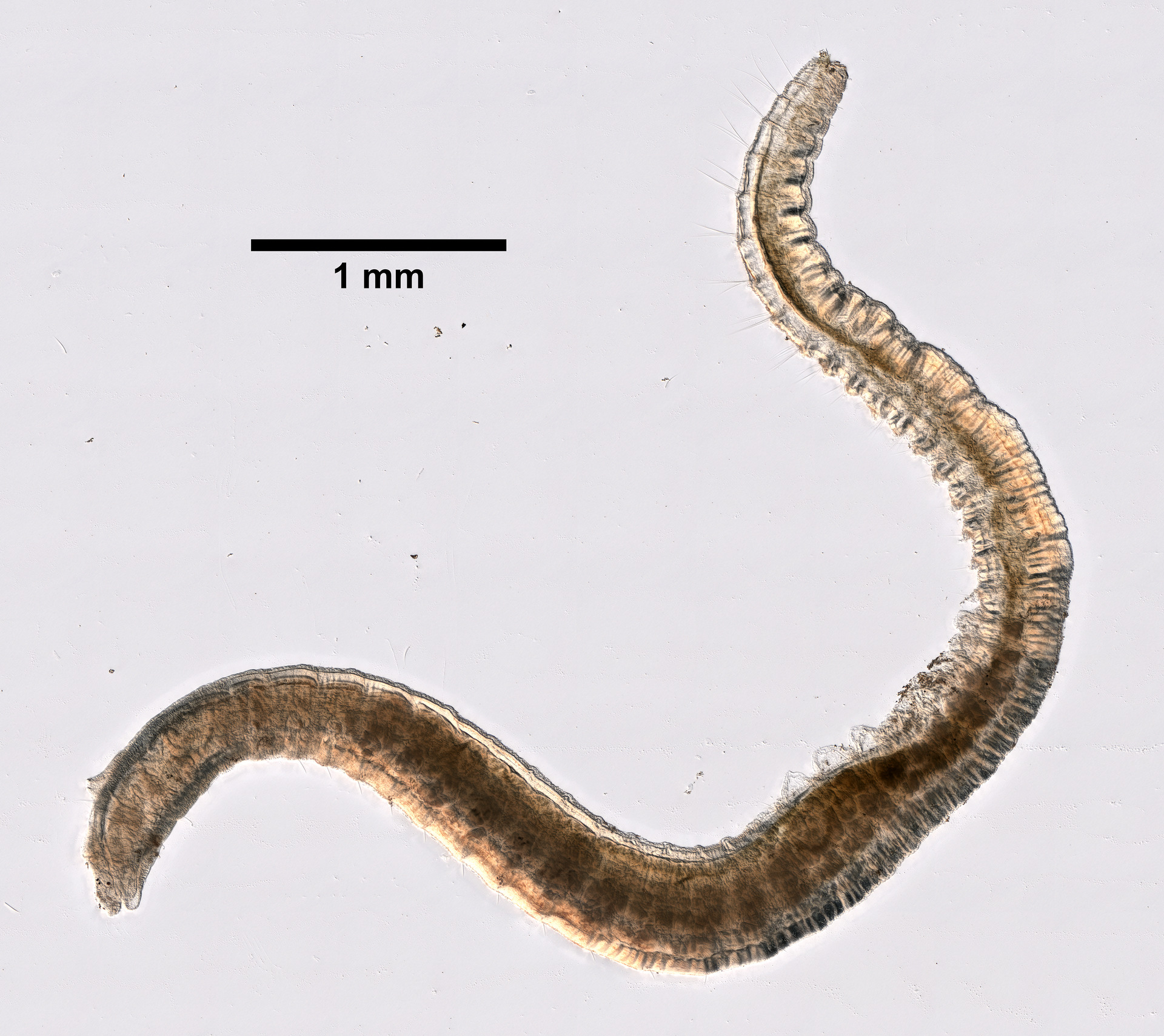
Capitellidae

Capitellidae (лат.) — семейство кольчатых червей из инфракласса Scolecida класса многощетинковых.

## Описание
Морские придонные многощетинковые черви. Тело цилиндрическое, обычно стройное. Простомиум короткий и усечённый, без придатков. Торакс и брюшко отличаются внутренними структурами и развитием параподий; обычно торакс с капиллярными волосками, а брюшко с ростральными крючьями.
Capitellidae — одни из наиболее часто встречающихся полихет; некоторые формы, такие как Capitella capitata, считаются индикаторами загрязнения окружающей среды, поскольку способны вторгаться в районы, где произошли катастрофические разрушения по естественным или антропогенным причинам. Передняя часть груди большинства капителлид обычно сильно ареолизирована, а сами они обычно красновато-розовые или коричневые. По внешнему виду они из всех распространённых морских полихет наиболее похожи на земляных червей.

## Систематика
Известно около 40 родов и около 200 видов.
- Abyssocapitella Buzhinskaja & Smirnov, 2000[7]
- Amastigos Piltz, 1977
- Anotomastus Hartman, 1947
- Baldia Garwood & Bamber, 1988
- Barantolla Southern, 1921
- Capitella Blainville, 1828
- Capitellethus Chamberlin, 1919
- Capitobranchus Day, 1962
- Dasybranchethus Monro, 1931
- Dasybranchus Grube, 1850
- Decamastus Hartman, 1963
- Dodecamastus Blake, 2000
- Eunotomastus McIntosh, 1885
- Heteromastus Eisig, 1887[8]
- Leiocapitella Hartman, 1947[9][10]
- Leiocapitellides Hartmann-Schröder, 1960
- Leiochrides Augener, 1914[11]
- Leiochrus Ehlers, 1908
- Lombricus Vérany, 1846
- Lumbricomastus Thomassin, 1970
- Mastobranchus Eisig, 1887
- Mediomastus Hartman, 1944
- Neoheteromastus Hartman, 1960
- Neomediomastus Hartman, 1969
- Neonotomastus Fauchald, 1972
- Neopseudocapitella Rullier & Amoureux, 1979
- Nonatus Amaral, 1980
- Notodasus Fauchald, 1972
- Notomastus M. Sars, 1851[12][13][14][15]
- Octocapitella Brown, 1987
- Paracapitella Kirkegaard, 1983
- Parheteromastides Hartmann-Schröder, 1962
- Parheteromastus Monro, 1937
- Peresiella Harmelin, 1968
- Polymastigos Green, 2002[16]
- Promastobranchus Gallardo, 1968[17]
- Pseudocapitella Fauvel, 1913
- Pseudoleiocapitella Harmelin, 1964
- Pseudonotomastus Warren & Parker, 1994
- Rashgua Wesenberg-Lund, 1949
- Scyphoproctus Gravier, 1904[18]
- Undecimastus Amoureux, 1983